# Chionaema khasiana
Chionaema khasiana är en fjärilsart som beskrevs av George Francis Hampson 1897. Chionaema khasiana ingår i släktet Chionaema och familjen björnspinnare. Inga underarter finns listade i Catalogue of Life.